# Farkasdy Zoltán
Farkasdy Zoltán (Budapest, 1923. február 7. – Budapest, 1989. július 3.) Ybl- és Kossuth-díjas magyar építész, egyetemi tanár, építészeti író, a Magyar Építőművészek Szövetségének egyik alapítója.

## Életpályája
Apja Farkasdy Zoltán (1890), tanítóképző intézeti tanár Budapesten, anyja, Szántó Ilona (†1967) középiskolai tanárnő volt. Apai nagyszülei Farkasdy Béla (1858–1926) csilizpatasi református lelkész és nagypadányi László Zsófia asszony voltak.
Középiskolai tanulmányait a fasori Evangélikus Gimnáziumban végezte. 1941-ben beiratkozott a József Nádor Műszaki Egyetem építészmérnöki karára. 1944-ben kisegítő tanársegédként részt vett az Épületszerkezeti Tanszék oktatómunkájában. Tanulmányait a háború megszakította, társaival együtt 1944-ben Németországba vitték. A súlyos történelmi helyzet ellenére szakmailag kedvezően alakult a sorsa: 1945–46-ban Dániában talált munkát, olyan építészek mellett, mint Benedix és Klein, majd Jørn Utzon, akit a későbbiekben sydney-i Operaháza tett világhírűvé.
1947-ben tért haza és fejezte be tanulmányait. 1949-ig Széll László magánirodájában dolgozott, közben a Műegyetem Épületszerkezeti Tanszékén Árvé Károly mellett tanársegéd. 1949–51 közt a Magasépítési Tervező Intézetben (MATI), ill. az abból levált Középülettervező Irodában (KÖZTI) dolgozott, id. Janáky István mellett. A kiváló mester munkatársaként vett részt a Miskolci Nehézipari Egyetem első épületének tervezésében, olyan tehetségekkel együtt, mint Jánossy György és Zalaváry Lajos. Ebben a légkörben valósult meg 1951-ben első – Janákyval közös – műve, a BME Stoczek utcai új tanulmányi épülete. Ezen időszakban tervezett épületeit a két világháború közötti modern stílus továbbélése jellemzi.
1951–53 között műteremvezető lett a KÖZTI-ben. 1951-ben a MÉSZ alapító tagja, később főtitkára, majd alelnöke. „A magyar építészet úgynevezett »haladó hagyományainak« – ma csak szocreál korszaknak nevezett – archaizálási kényszerében készült 1953–54 között Budapesten, a Zugligeti úton a Magyar Iparművészeti Főiskola, melynek lépcsős, árkádos, oszloprendes-timpanonos főbejárata klasszikus arányrendszereket idéz.”
A szocreál béklyóitól megszabadult építész első munkája egy ötemeletes, magastetős lakóház az óbudai Dereglye utcában (1957–58), melyet számos további tervezési feladat követett: 1957–59 között három lakóépület a Várnegyedben, az ottani tömbrehabilitáció részeként; 1956–64 között a dunaújvárosi 500 ágyas városi kórház; 1959–61-ben pedig ismét a budai Várban, az Úri u. 32. alatti foghíjbeépítés.
1961-ben áthelyezték a Típustervező Intézetbe (TTI). Itt tervezte többek között a kelenföldi 15 emeletes toronyházakat (kivitelezés: 1963–70), a Hotel Olimpiát a Normafánál (1968–70), valamint a miskolci 400 ágyas gyermekkórházat (1967–75).
1970-től, súlyos infarktusból felépülve a Műegyetem Középülettervezési Tanszékén tanított – 1982-től egyetemi tanárként, 1983–86 közt tanszékvezetőként – 1989-ben bekövetkezett haláláig. Hamvait a Farkasréti temetőben helyezték örök nyugalomra.
Szakcikkeit elsősorban a Magyar Építőművészet közölte. Munkásságának elismeréseként 1963-ban és 1973-ban Ybl-díjjal, 1988-ban Kossuth-díjjal jutalmazták.

### Házassága és gyermekei
Felesége Domokos Judit, akinek a szülei dr. Domokos Gyula és Bakos Ella (†1976) voltak. A menyasszony anyai nagyszülei Bakos Kálmán és szigeti Vass Irén (†1960) asszony voltak. Farkasdy Zoltán és Domokos Judit frigyéből született:
- Farkasdy Zsuzsa
- Farkasdy Zoltán

## Épületei
- BME Stoczek utcai oktatási épülete (id. Janáky István) · 1949
- Miskolci Egyetem I. ütem (főépítész: id. Janáky István) · 1949–51
- 250 fős falusi kultúrház irányterve · 1951 (megvalósulási helyszínek: Litér, Lenti, Balatonmagyaród, Mandabokor, Tiszagyulaháza)
- Szolnok: SZTK-rendelőintézet (társszerzőkkel) · 1952–54
- Budapest XII., Zugligeti út 9–25.: Iparművészeti Főiskola – ma: Moholy-Nagy Művészeti Egyetem (munkatársak: Limpek Jolán, Mináry Olga, Mészáros Géza) · 1953–54
- Dunaújváros: 500 ágyas városi kórház · 1956–64; bővítés: 1977
- Budapest III., Dereglye u. 3.: lakóház · 1957–58
- Foghíjbeépítések a budai Várban: Úri u. 32., Tóth Árpád sétány 24., Fortuna u. 15. · 1957–59
- Budapest I., Úri u. 34.: foghíjbeépítés · 1959–61
- Balatonfüred: Arácsi-strand · 1961–62
- Budapest I., Dísz tér 8.: saroképület (munkatárs: Kenessey Attila) · 1963–68
- Budapest I., Úri u. 30.: lakóépület · 1965–70
- Budapest XI., Kelenföldi-ltp. 15 emeletes toronyépületei · 1963–70
- Miskolc: 400 ágyas gyermekkórház · 1967–75
- Budapest XII., Eötvös út 40.: Hotel Olimpia · 1968–70 (lebontva)
- Budapest XI., Stoczek utcai egyetemi épület emeletráépítés · 1986
- több magánnyaraló és víkendház

## Cikkei
- Sztálinvárosi Kórház. Magyar Építőművészet. 1958/1–3. 31. p.
- Sztálinvárosi Kórház. Magyar Építőipar. 1960/9. 423-427. p.
- Gondolatok az Erzsébet-híd megnyitásakor. Magyar Építőművészet. 1965/1. 67. p.
- Művelődési ház és Megyei könyvtár, Salgótarján. Építész: Szrogh György. Magyar Építőművészet. 1967/2. 24-35. p.
- Búcsú az épülettől – az építész mérlege. Magyar Építőművészet. 1967/3. 16-17. p.
- Megyei kórház, Salgótarján. Építész: Ulrich Ferenc (KÖZTI). Magyar Építőművészet. 1968/3. 5-13. p.
- Kórház, Kazincbarcika. Építész: Jánossy György (KÖZTI). Magyar Építőművészet. 1970/2. 34-41. p.
- Olimpia Szálló – Budapest, Normafa. Műszaki Tervezés. 1973/5. 8-13. p.
- Centrum Áruház, Eger. Építész: Peschka Alfréd (Lakóterv). Magyar Építőművészet. 1975/1. 36-39. p.
- Dr. Széll László (1903–1976). Magyar Építőművészet. 1977/1. 63. p.
- Gondolatok az építészképzésről. Magyar Építőművészet. 1985/6. 14. p.
- Óvodai játékházak, Budapest. Építészek: Bérczes László, Balla Ákos, Horváth Róbert, Poós Tamara, Vértesi László, Szűcs László, Földessy Árpád, Balázs Tibor. Magyar Építőművészet. 1986/1. 28. p.

## Képgaléria

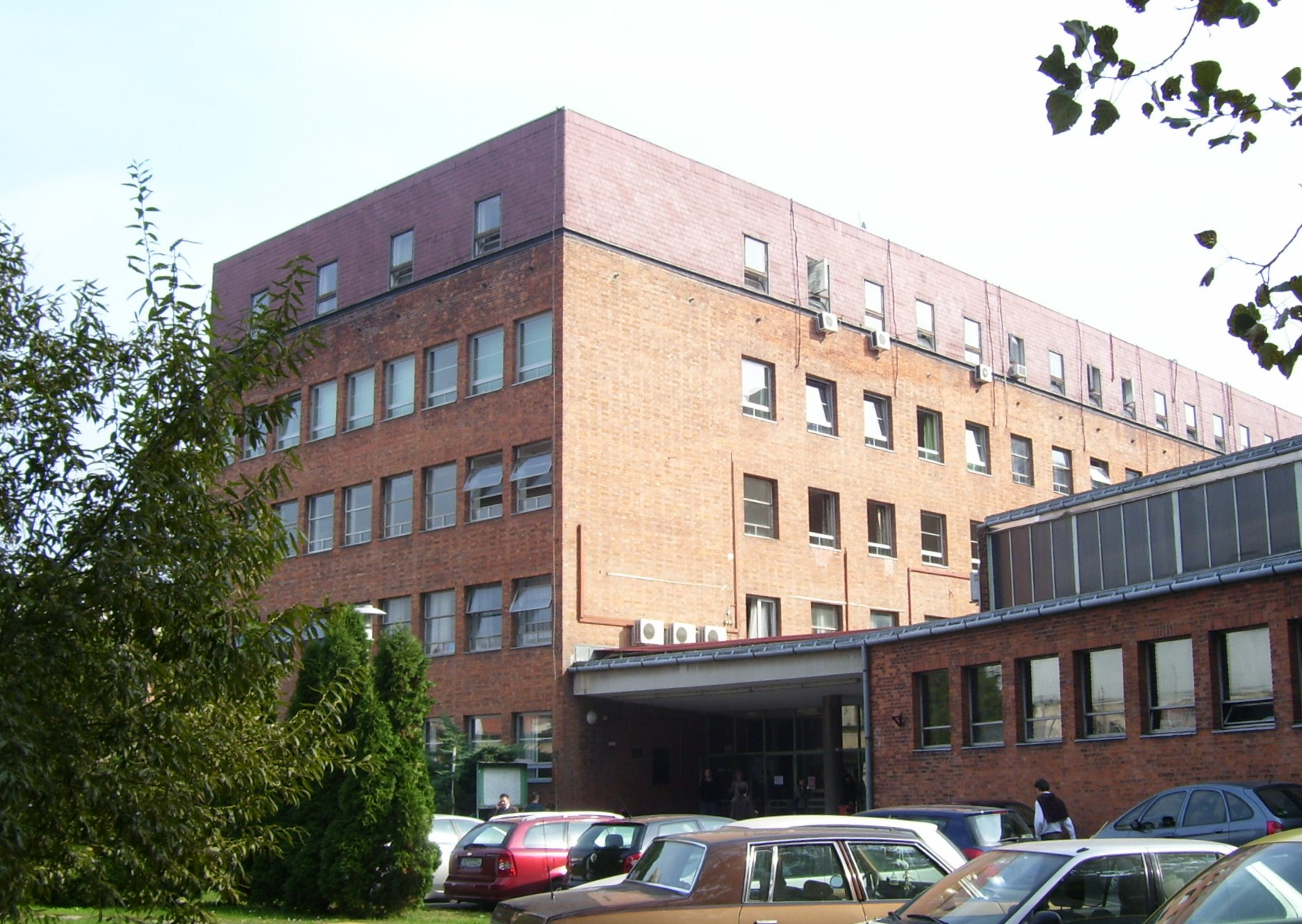
BME Stoczek-blokk (1949) az 1986-os emeletráépítéssel
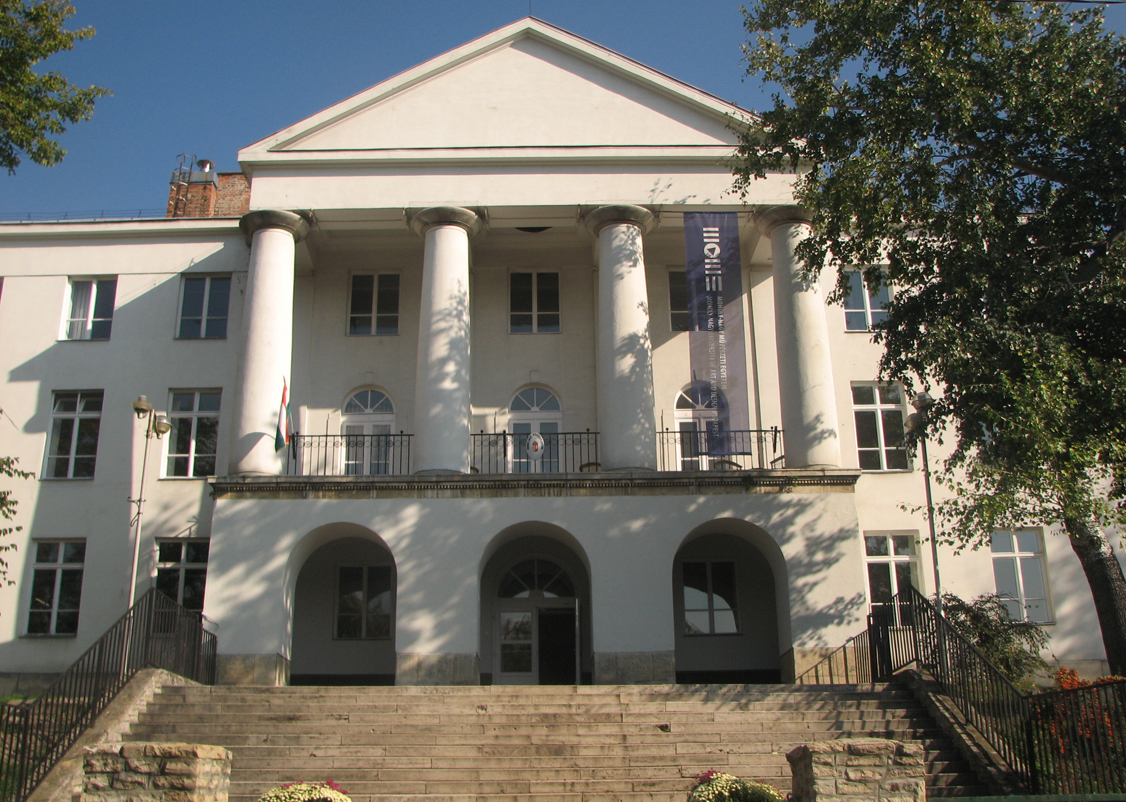
Iparművészeti Főiskola, 1953–54
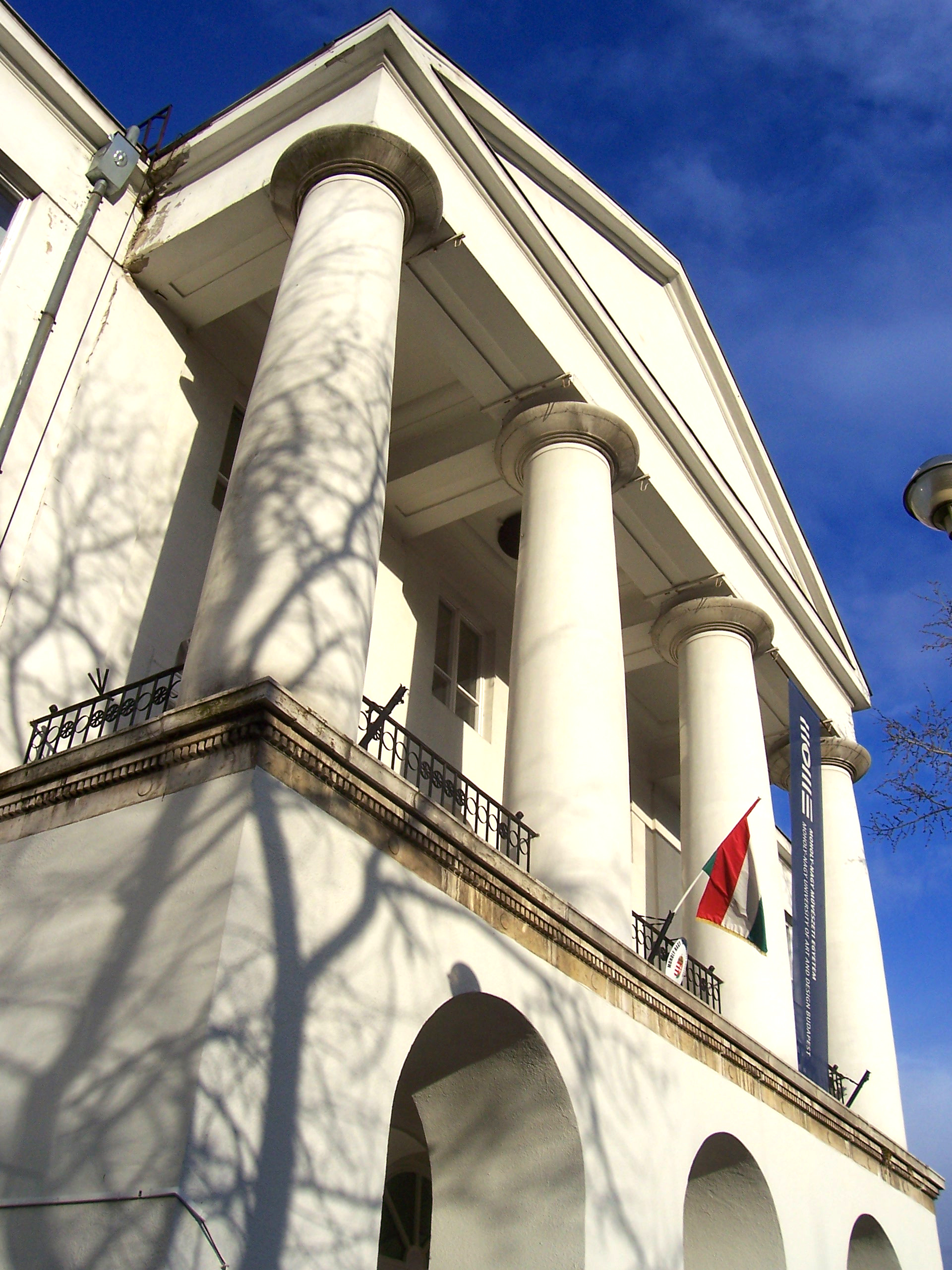
Iparművészeti Főiskola
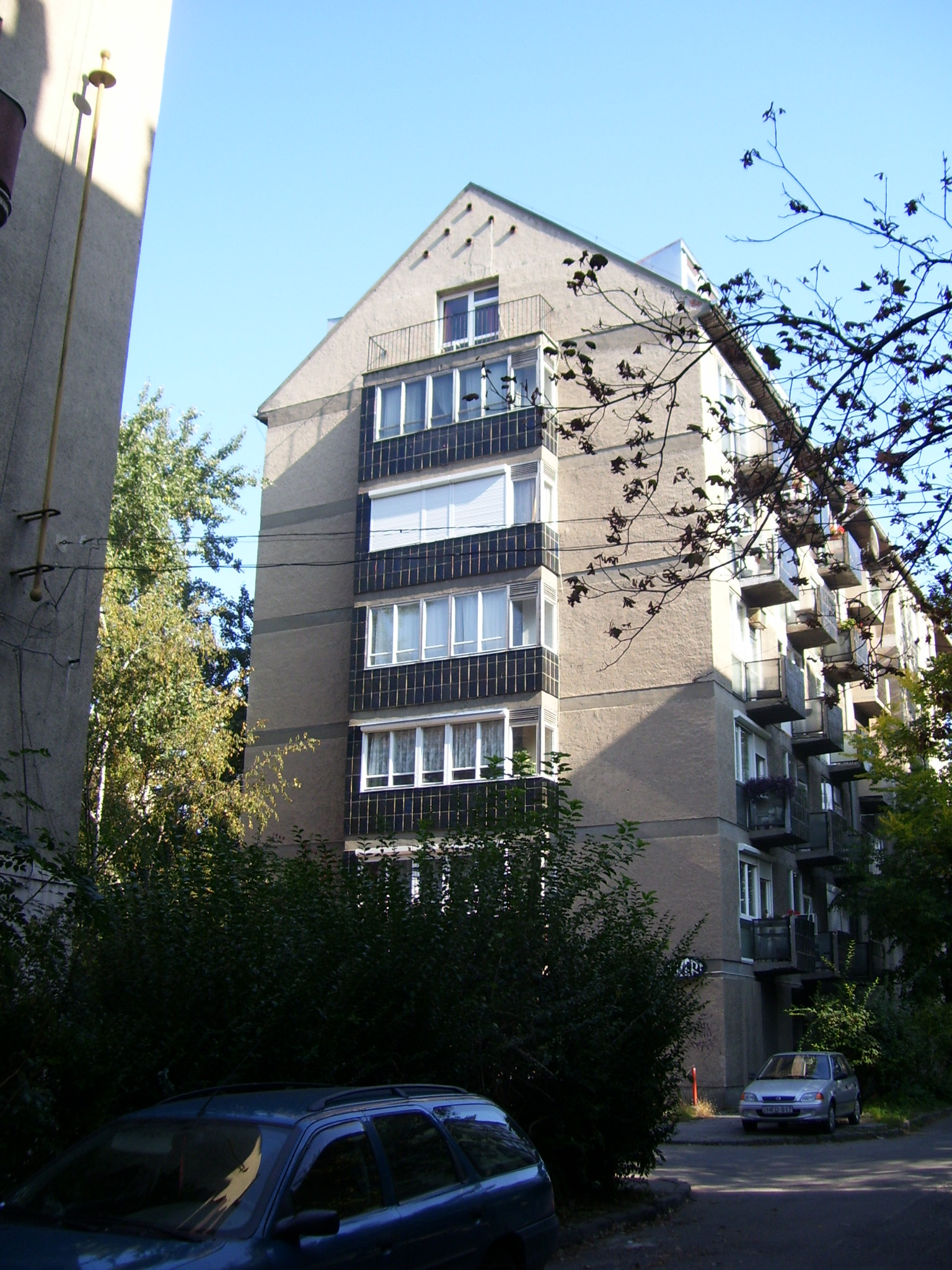
Óbudai lakóház, 1957–58
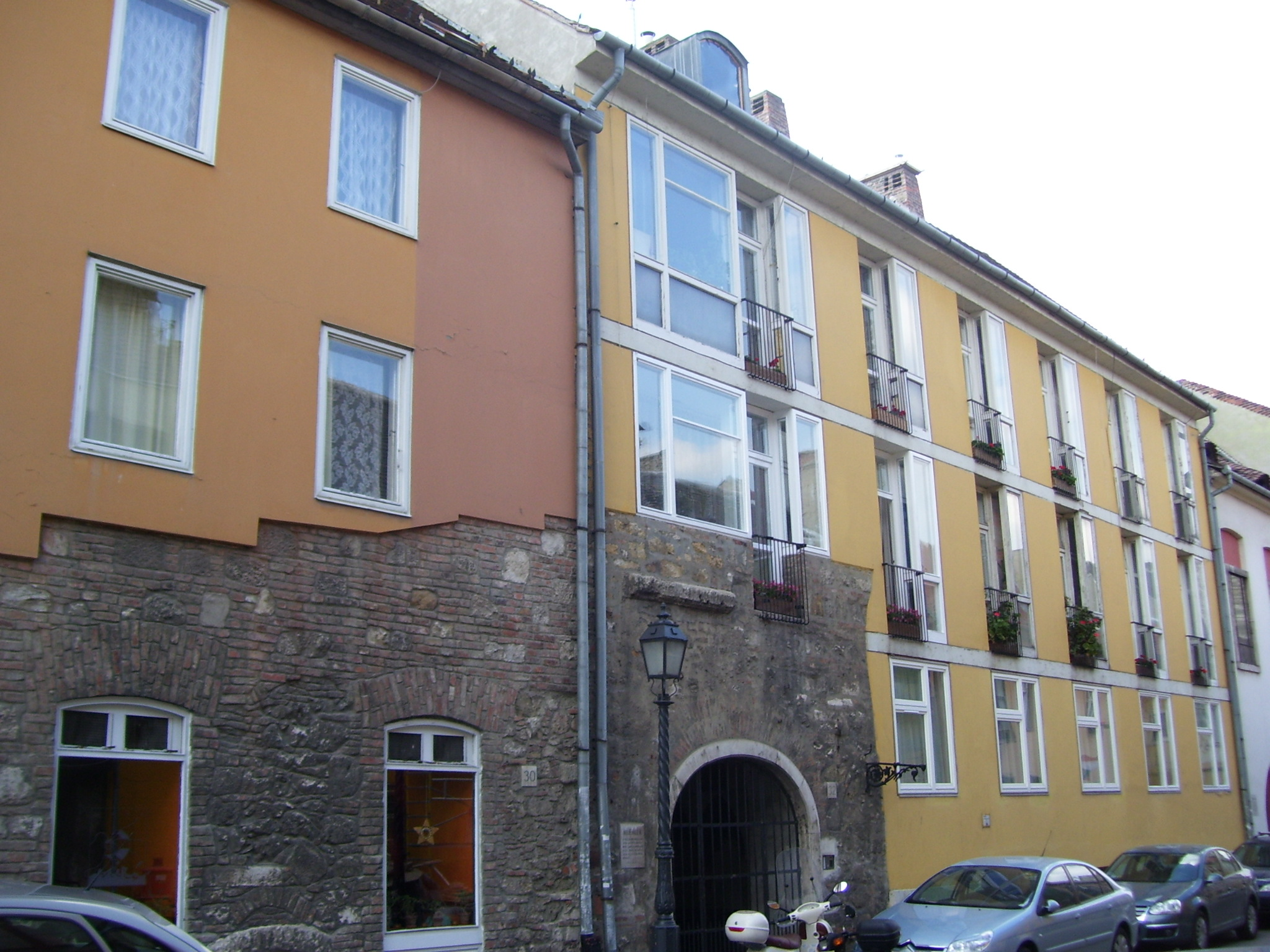
Budai Vár: Úri utcai lakóház, 1957–59
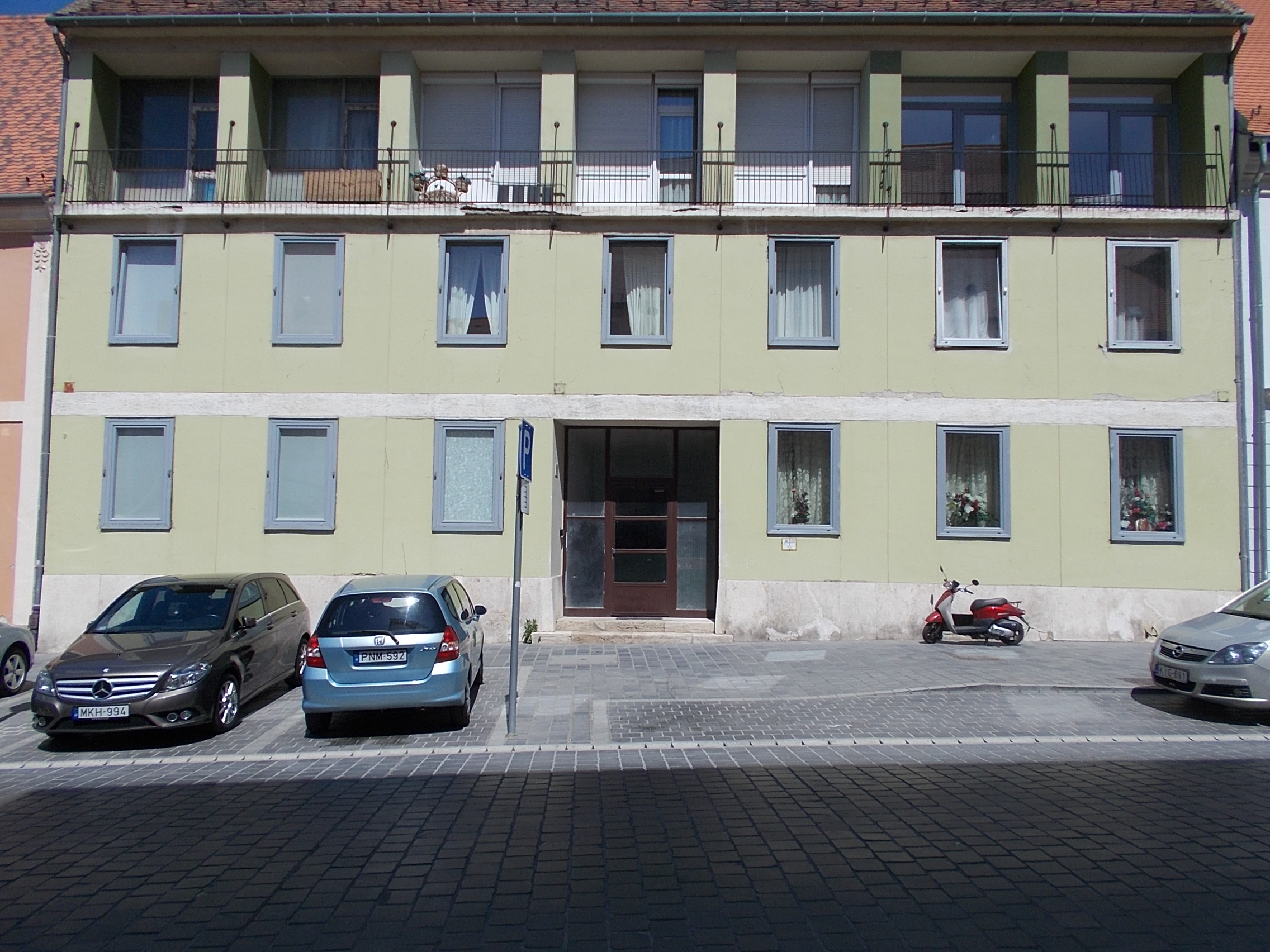
Budai Vár: Fortuna utcai lakóház, 1957–59
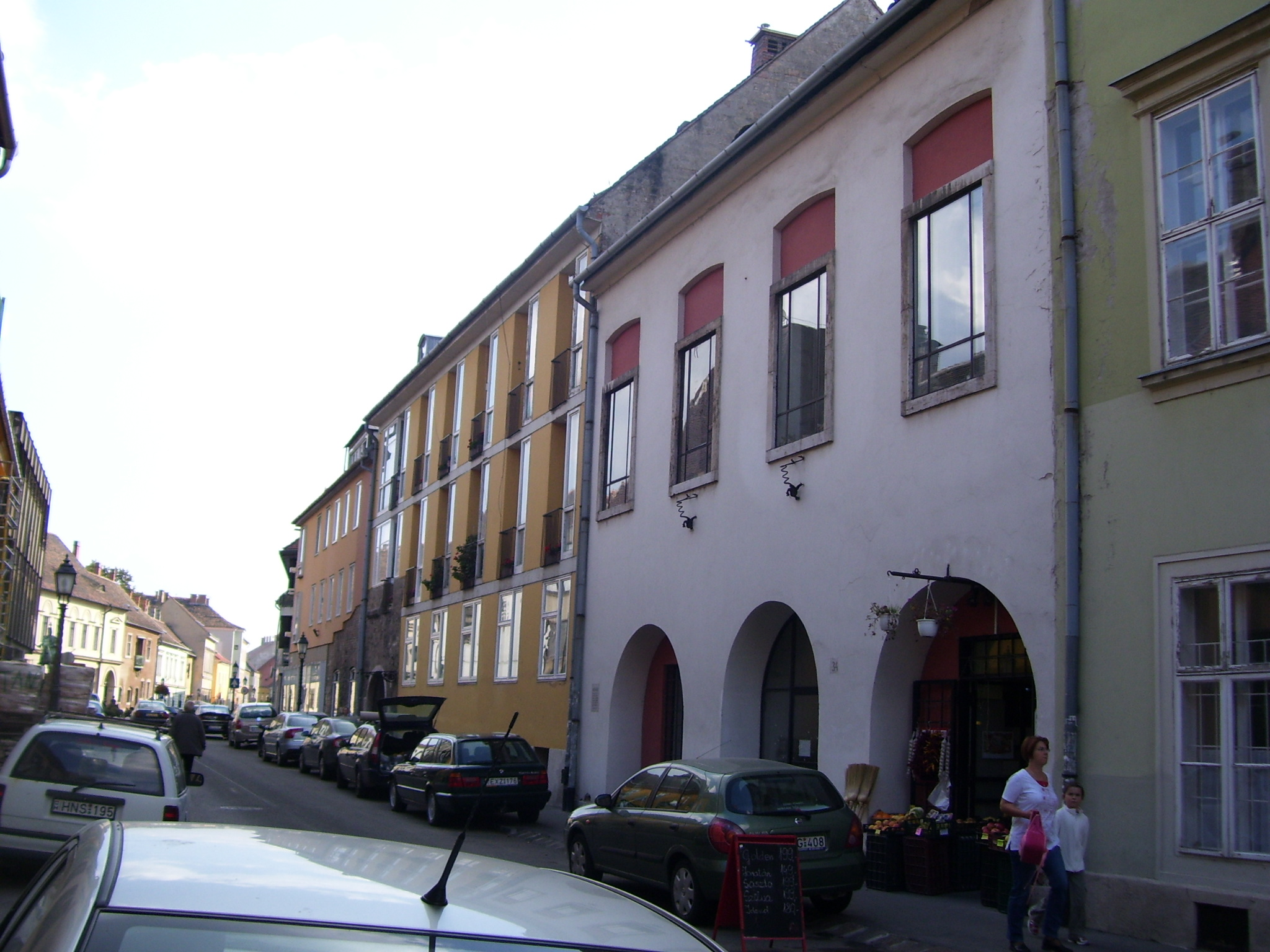
Budai Vár: Úri utcai lakóház, 1959–61
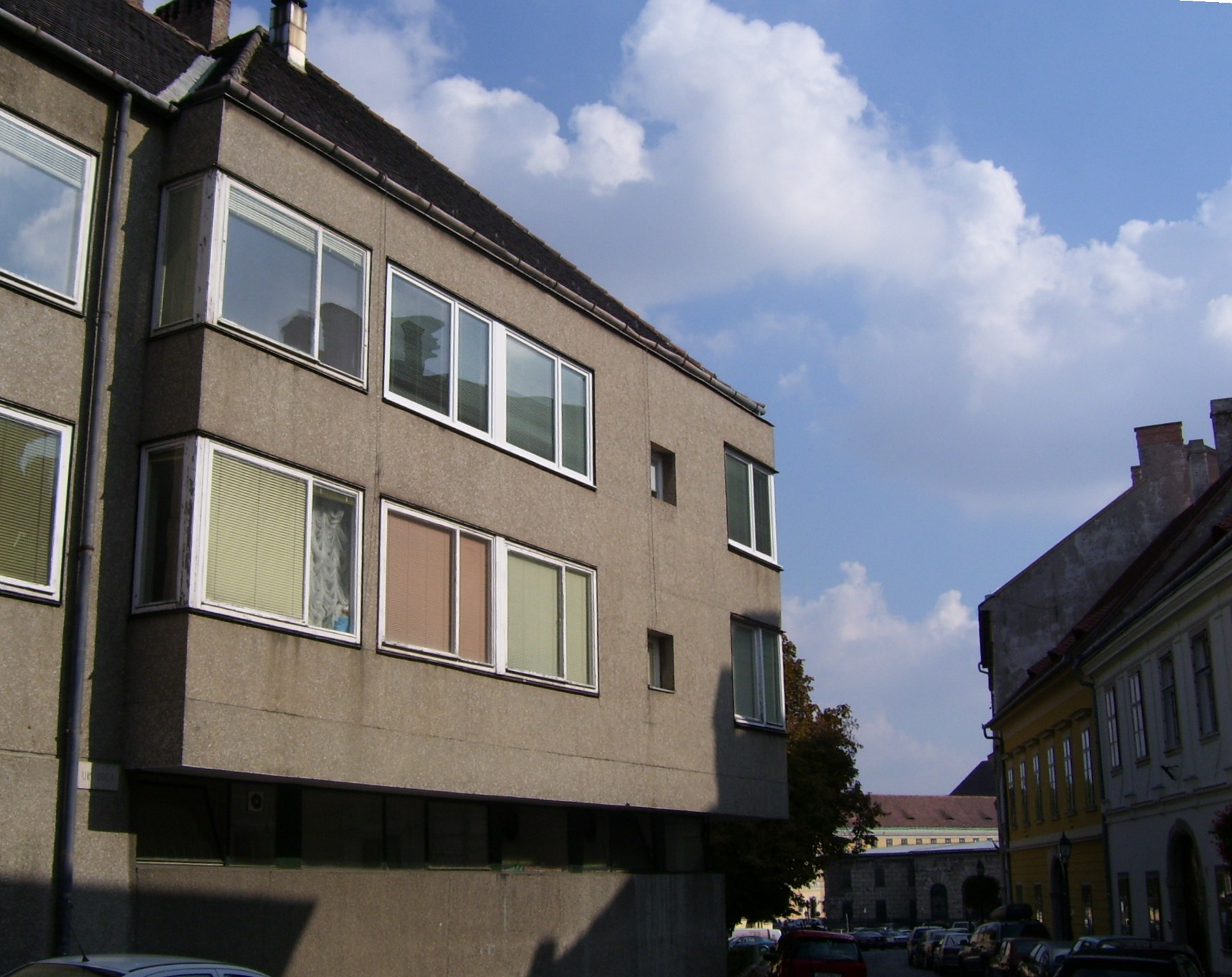
Budai Vár: Dísz téri lakóház, 1963–68
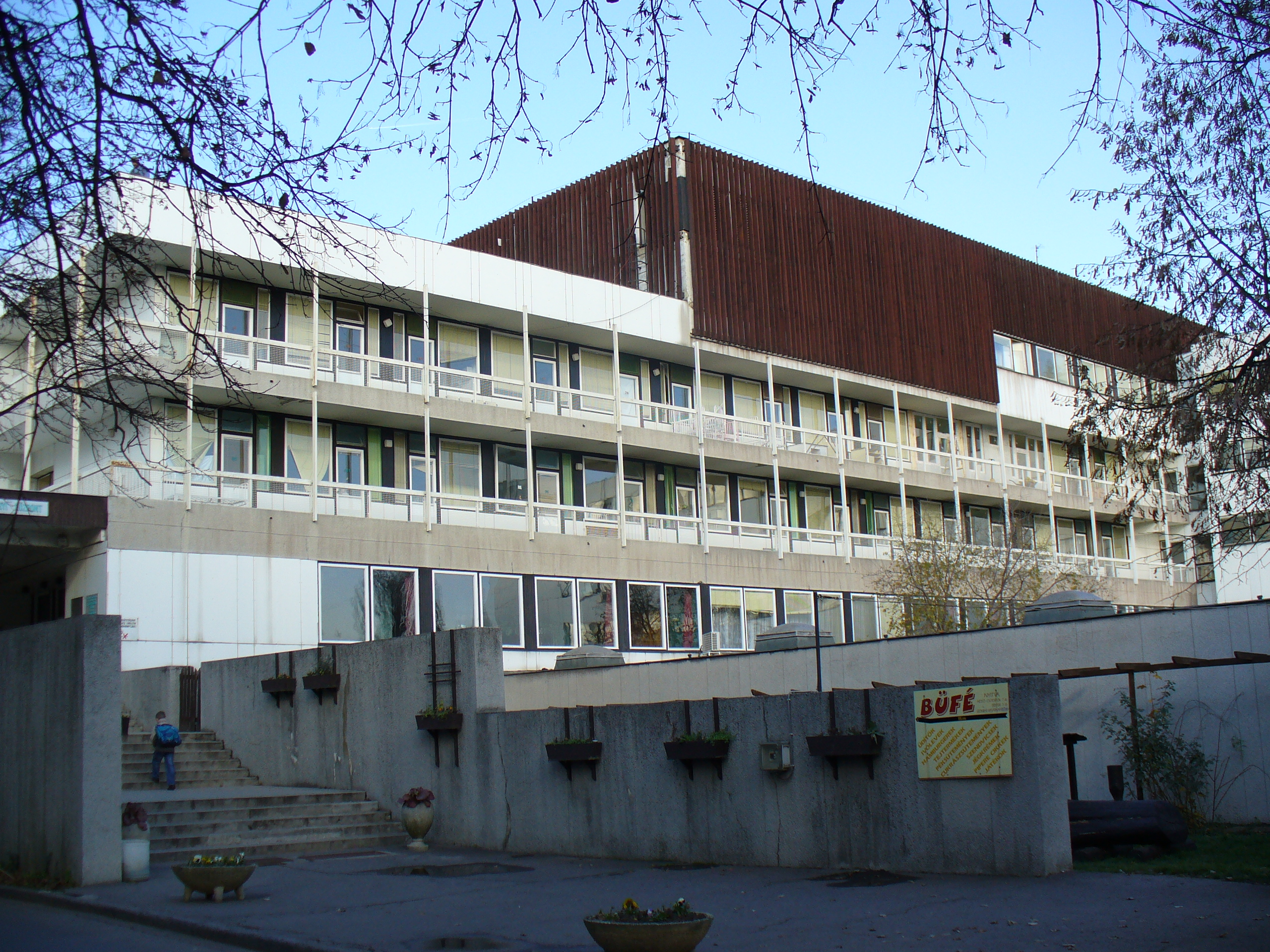
Miskolci gyermekkórház, 1967–75
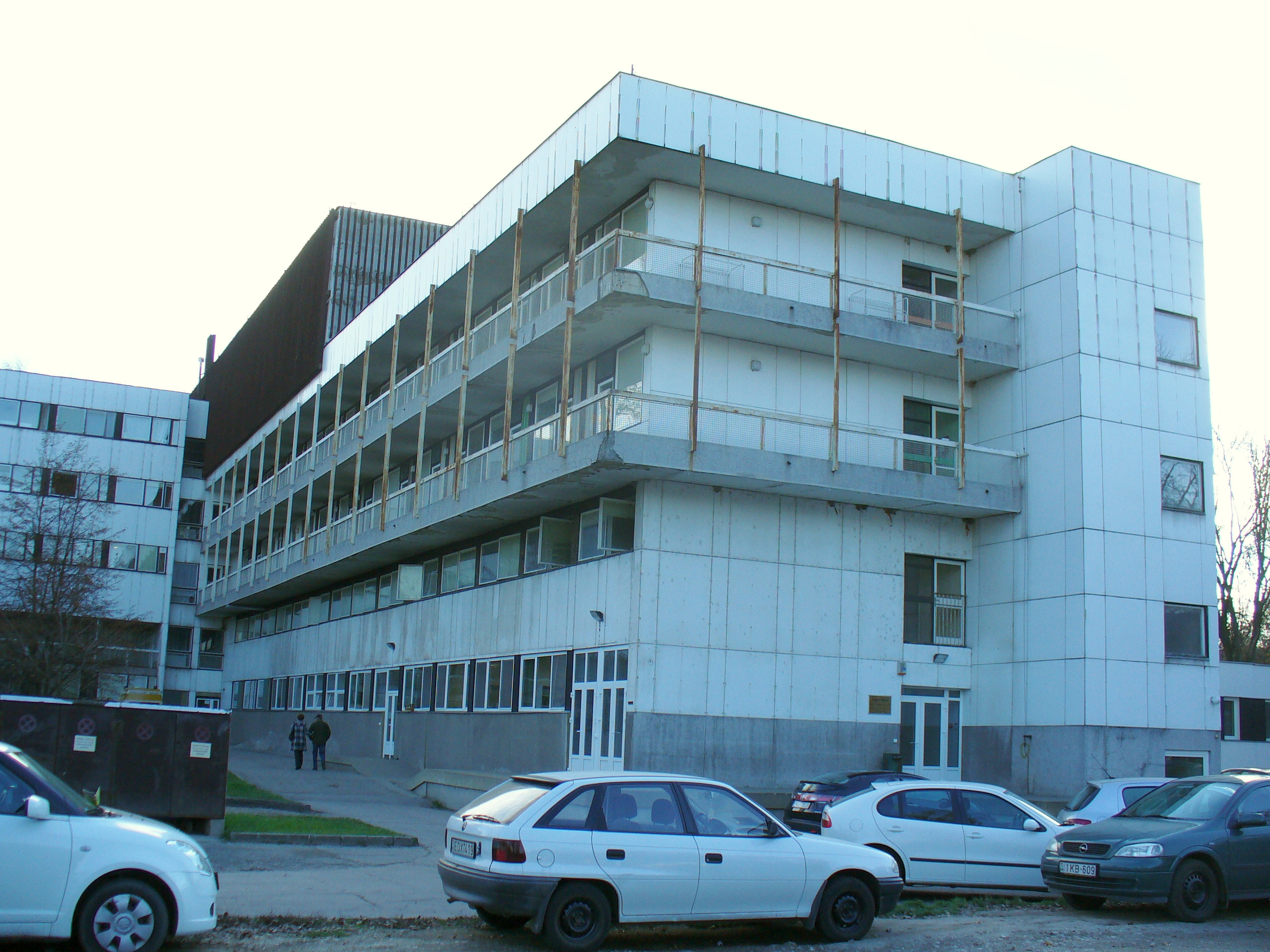
Miskolci gyermekkórház (hátsó szárny)
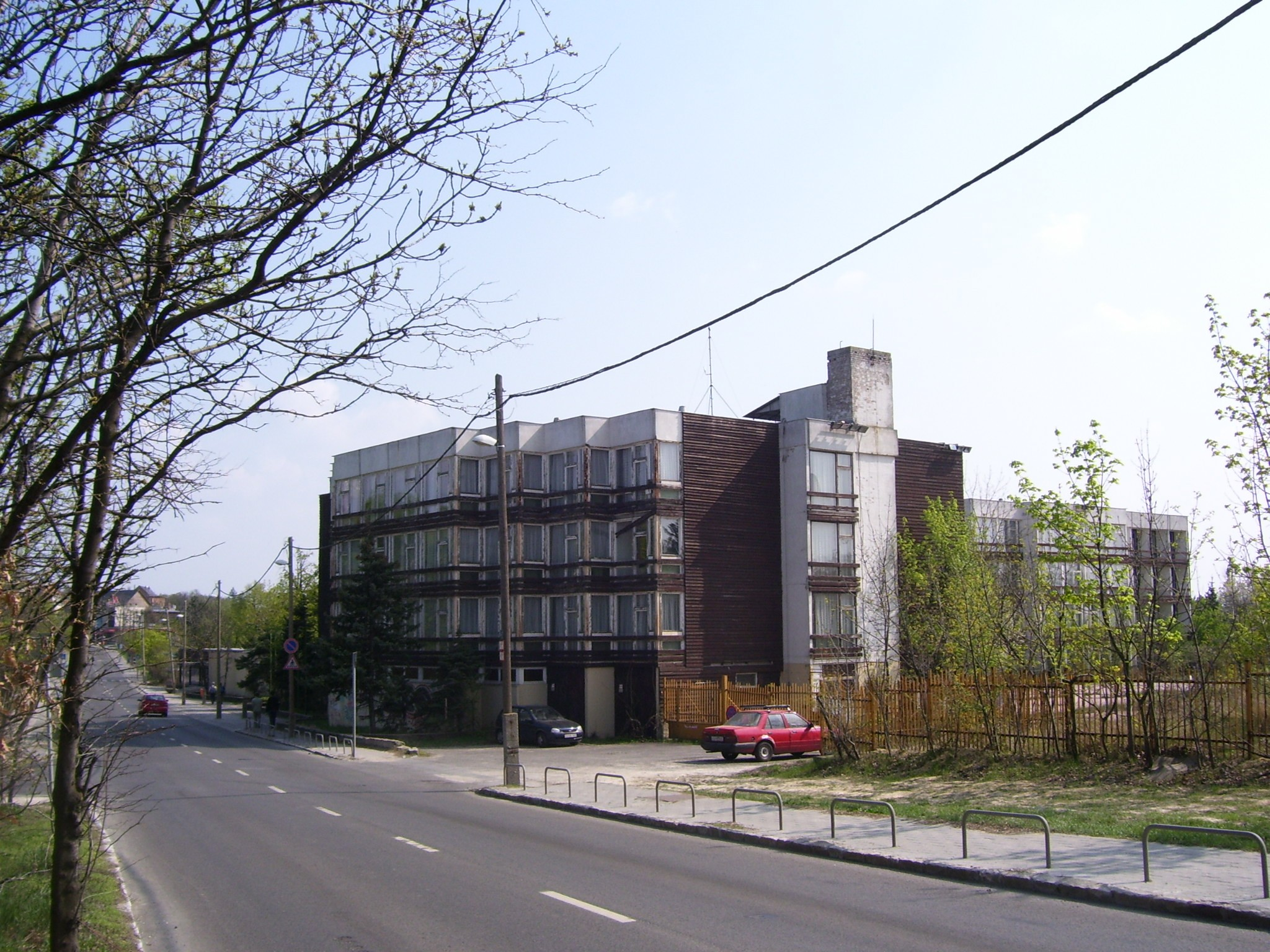
Normafa: Hotel Olimpia, 1968–70
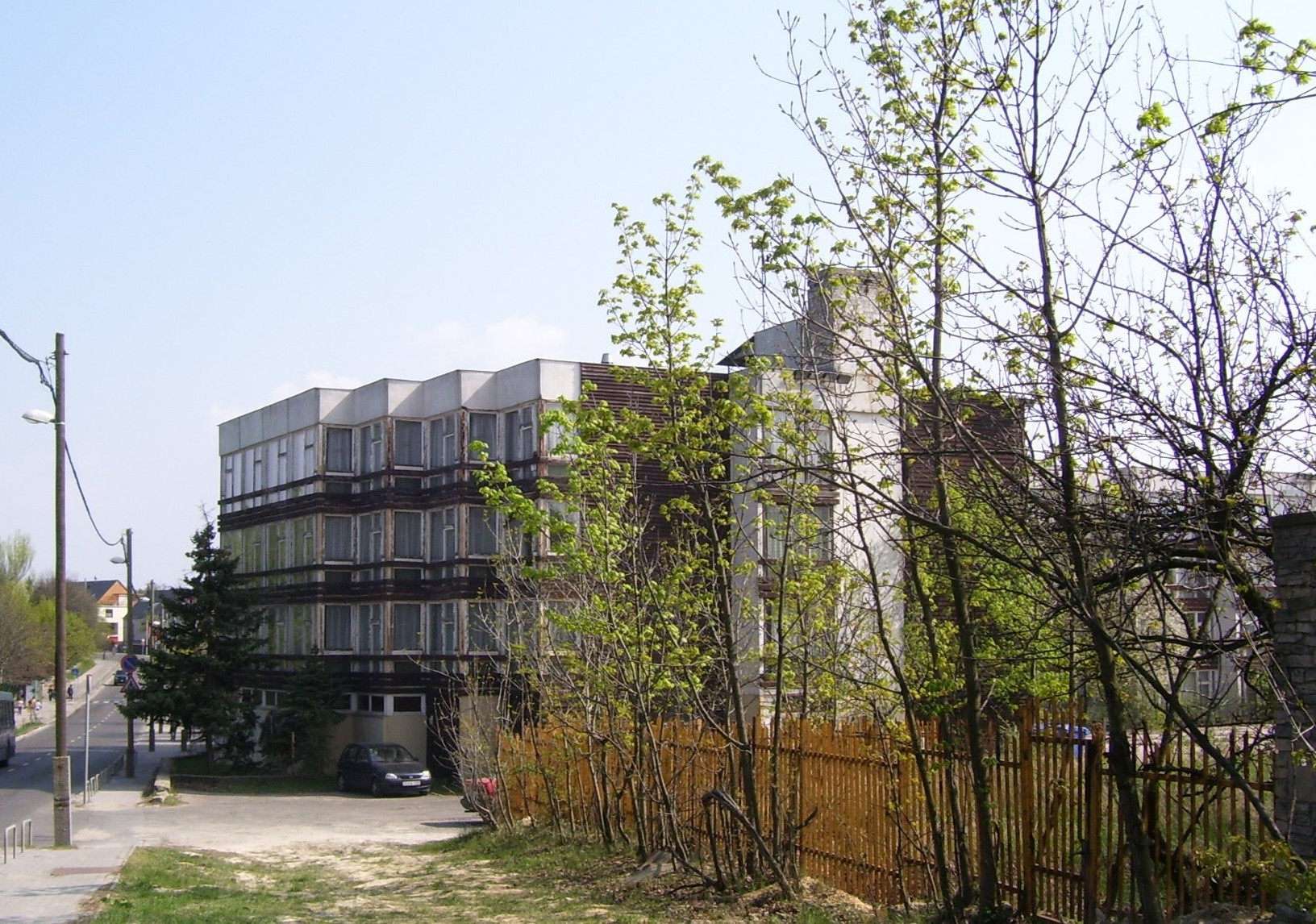
Normafa: Hotel Olimpia